# Low (álbum de David Bowie)
Low é o décimo primeiro álbum de estúdio do músico britânico David Bowie, lançado em 14 de janeiro de 1977 pela RCA Records. Com coprodução de Tony Visconti, Low é considerado um dos trabalhos mais influentes de Bowie. O álbum é o primeiro disco da aclamada "Trilogia de Berlim", uma série de três discos lançados em colaboração com Brian Eno enquanto Bowie residiu na Alemanha.
Em processo de recuperação do vício em cocaína que se iniciou em 1975, o tema central do disco é a dificuldade em superar as barreiras provocadas pela toxicodependência, embora a lírica criativa e inteligente de Bowie amplie o significado das canções do álbum. O som experimental e de vanguarda, com influências do Krautrock, continuou a ser explorado pelos dois discos que sucedem Low completam da Trilogia de Berlim: "Heroes" (1977) e Lodger (1979).

## Antecedentes
Eu estava em grave declínio emocional e social. Acho que eu estava destinado em se tornar mais uma baixa [morte por overdose] do rock; — na verdade, eu tenho certeza de que não teria sobrevivido aos anos 70 se continuasse o que eu estava a fazer. Mas tive a sorte de descobrir em algum lugar dentro de mim que eu estava me matando de verdade, e tive que fazer algo drástico para me tirar disso. Eu tive que parar, e foi o que fiz.

– Bowie retrata, em entrevista de 1996, alguns aspectos de sua saúde mental durante o período precedente à Trilogia de Berlim.
O álbum Station to Station (1976), que precede Low, foi bem recebido pela crítica e pelo público geral, mas Bowie enfrentou problemas relacionados à logística de entrega dos discos, bem como estava em recuperação de sua dependência de cocaína, cujo auge se deu em 1975. Bowie disse que não se lembra de quase nada das reuniões de Station to Station e tem memórias muito distorcidas do período compreendido entre 1975 e 1976, bem como são notáveis as mudanças em sua personalidad em suas aparições públicas.
O produtor Tony Visconti fala que o nome do disco é uma referência ao estado emocional de Bowie, para baixo (Low), durante o período de composição e gravação do álbum. Ainda, a faixa Sound and Vision, primeiro single do álbum, é considerada um reflexo das variações de humor provocados pelos anos de toxicodependência, pois conta com uma melodia assíncrona e pouca participação de elementos vocais.
Em outubro de 1976, Bowie decidiu tratar seu vício em drogas, mudando-se para o bairro de Kreuzberg em Berlim Ocidental, um lugar onde ele se desintoxicou; e como uma curiosidade, lar de muitos imigrantes turcos. Seu apartamento era modesto e se encontrava no último andar do edifício Hauptstraße. O edifício se localizava no bairro de Schöneberg, à época um importante centro comercial na venda de carros usados, e Bowie dividia o apartamento com o Iggy Pop.

## Gravação

### Encontro com Brian Eno

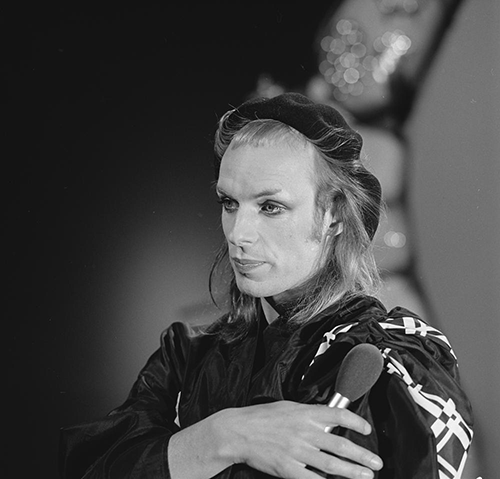
Brian Eno em 1974

As sessões de gravação ocorreram no Château d'Hérouville de 1 de setembro de 1976, o mesmo lugar onde três anos antes tinha sido gravado Pin Ups e onde ele tinha acabado de terminar o álbum The Idiot de Iggy Pop. O encontro fundamental para o destino da obra, foi entre Bowie e Brian Eno, que ocorreu em maio do ano passado. Eno tinha gostado de Station to Station, o recente álbum de Bowie, enquanto David sinceramente admirava os novos sons explorados por um ex-membro do Roxy Music com Discreet Music e a propensão destes últimos aos compositores minimalistas tais como John Cage e Philip Glass.  Então, David contratou Eno a participar nas sessões para o seu próximo álbum, que, segundo ele, seria um "disco puramente experimental".

### Estratégias oblíquas
Uma das contribuições mais inovadoras e significativas feitas por Eno para o trabalho no estúdio, foi a implementação da "técnica dos 124 cartões das estratégias oblíquas" que ele criou em 1975 com o pintor Peter Schmidt. Os cartões eram escolhidos aleatoriamente pelos músicos no estúdio, que eram tirados dentro de um compartimento de tempos em tempos, para novas orientações enigmáticas sobre como concluir o trabalho. Alguns exemplos de instruções surreais que poderiam acontecer com os músicos perplexos eram: "enfatize os erros", "preencha cada linha com qualquer coisa" ou "use uma cor inaceitável". Isso resultou para Bowie uma abordagem composicional totalmente nova. A técnica de Eno, no entanto, era muito incerta por não ser o objeto de crítica por um músico de formação clássica como Carlos Alomar que inicialmente se opôs decididamente ao método de improvisação do cartão de Eno.
Também para as letras, David decidiu adoptar uma concepção impressionista, não linear, usando uma nova ideia de desenvolvimento do conceito abstrato de comunicação. Em comparação com os álbuns anteriores, de fato, as letras das canções de Low são muito frias, minimalistas e fragmentadas, se não totalmente ausente, como em muitas partes do disco apenas instrumentais. No final de setembro, no rescaldo de uma intoxicação alimentar e com a certeza de que o castelo foi assombrado, Bowie e Visconti deixou o castelo para se deslocar para Hansa Studios na Berlim Ocidental para terminar o material gravado.

### Período em Schöneberg

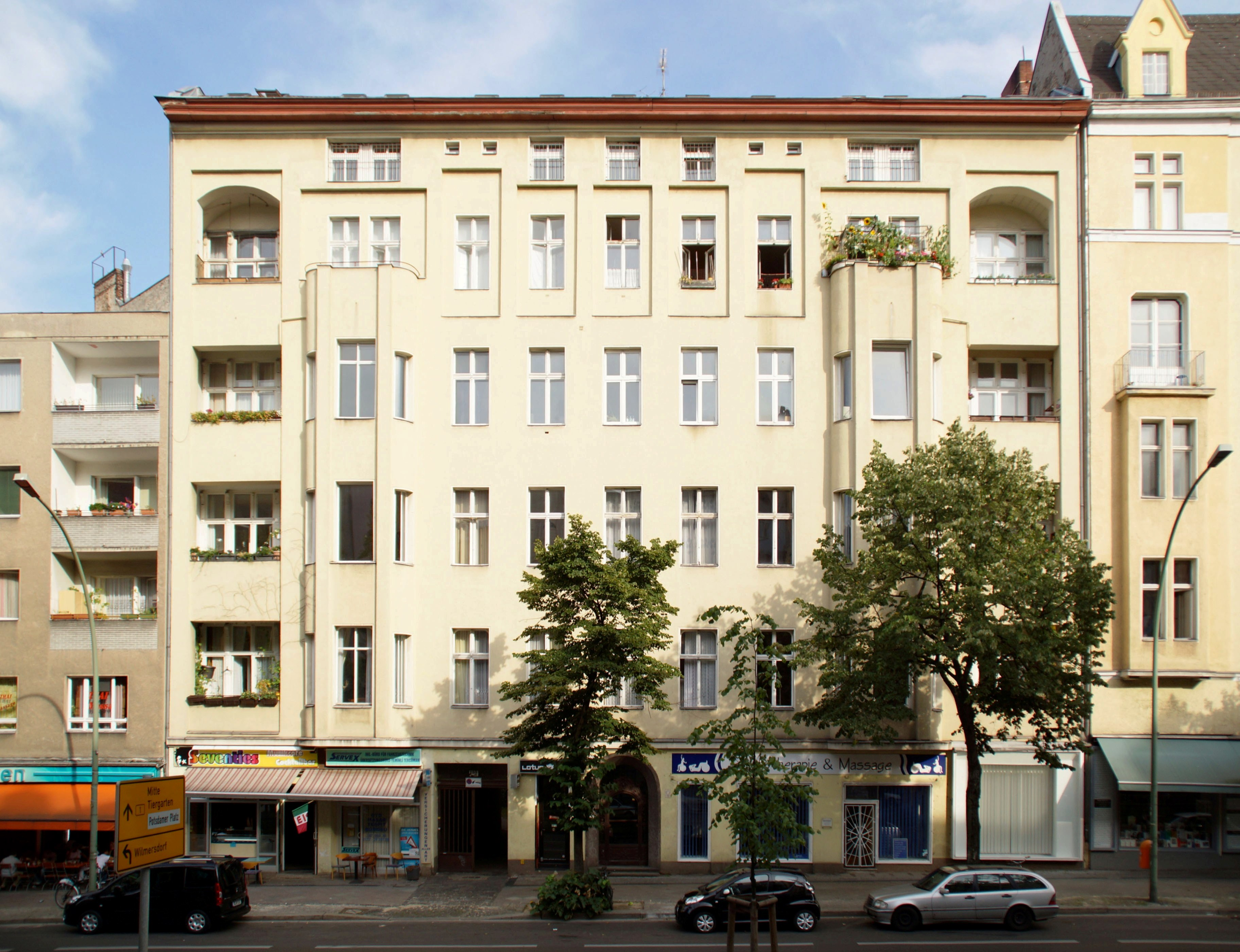
Hauptstrasse 155, o edificio em que Bowie vivia com seu amigo Iggy Pop

Berlim foi logo eleito pelo Bowie como sua nova residência oficial para os dois anos seguintes. Depois de uma curta estadia no Hotel Gerhus, David alugou um apartamento de sete quartos no 155 Hauptstrasse, no popular bairro de Schöneberg. Depois de anos de constantemente sob os holofotes, David Bowie foi capaz de aproveitar o anonimato lhe ofereceu a cidade. Anos mais tarde, recordando esse período de sua vida, Bowie disse: Eu não posso expressar o sentimento de liberdade que eu senti.
Mesmo a quantidade de cocaína consumida por ele habitualmente começou a declinar, embora em compensação, Bowie começou a beber excessivamente. No Hansa Studios, Bowie gravou as faixas finais do disco: Art Decade e Weeping Wall e acrescentou os vocais de algumas músicas gravadas na França mas que nao foram lançdas. manteveram-se incompleta. Nesse ponto, em novembro de 1976, o álbum pode ser concluído.

## Temática do álbum
O primeiro lado de Low contém canções mais pessoais sobre sua situação existencial do tempo. Neles as principais questões que se destacam são a neurose, agorafobia, o isolamento, a violência, o niilismo e apatia. Por outro lado, o lado dois do álbum é uma observação em termos das sensações musicais sentidas pelo artista observando o Bloco do Leste e como Berlim Ocidental era capaz de sobreviver na Cortina de Ferro.

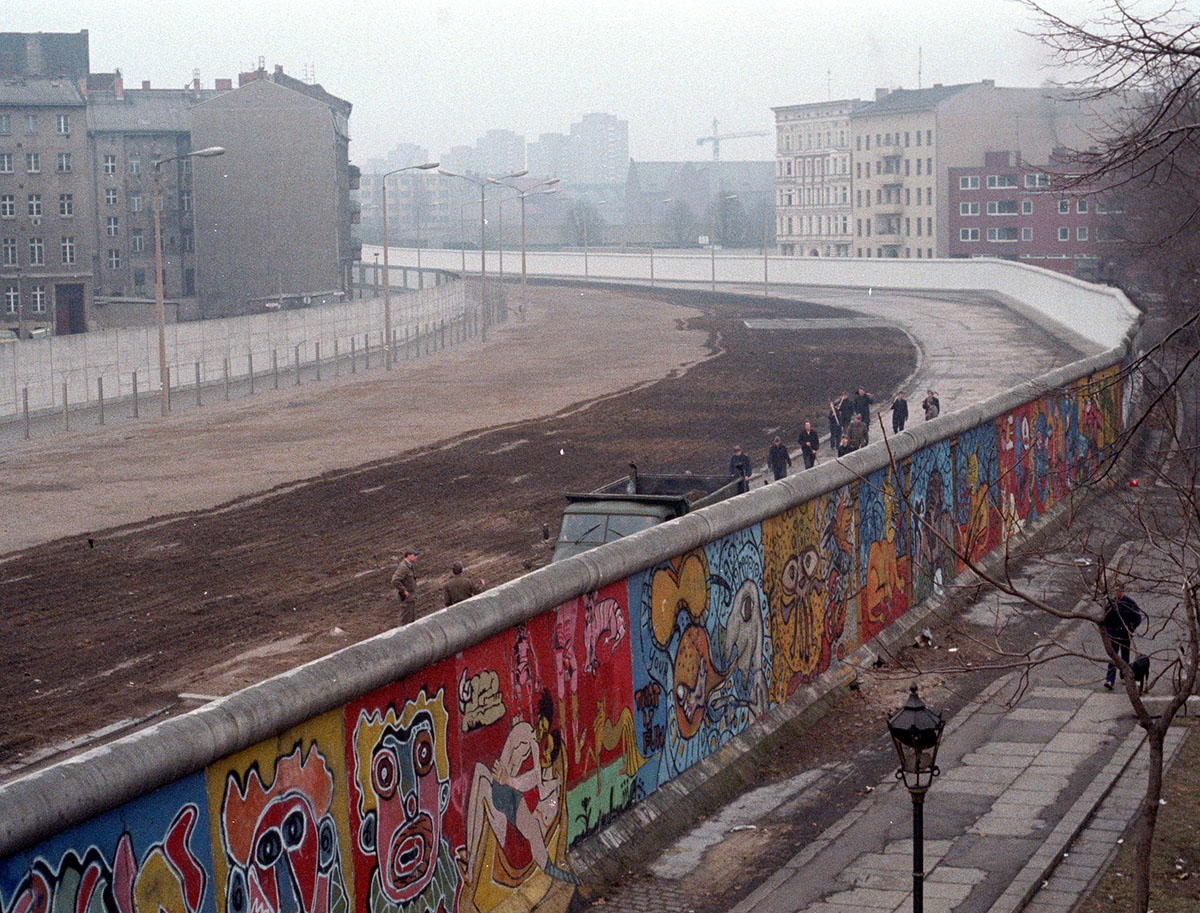
O Muro de Berlim em 1986, pintado no lado ocidental

Das cinco faixas do álbum em que colaborou Brian Eno, o famoso "inventor" da música ambiente, a melhor música que nasceu da colaboração Eno/Bowie é provavelmente Warszawa, longa e triste instrumental dedicada a cidade homônima polonesa, sede durante a Segunda Guerra Mundial do gueto judaico aniquilado pelos nazistas durante a tentativa de revolta de seus ocupantes. Também é importante a colaboração de Ricky Gardiner, a guitarra febril de Always Crashing In The Same Car (o pedido foi inicialmente feito para Klaus Dinger do Neu!, mas ele recusou-se.

## Recepção da crítica
| Críticas profissionais | Críticas profissionais |
| Avaliações da crítica  | Avaliações da crítica  |
| Fonte                  | Avaliação              |
| ---------------------- | ---------------------- |
| AllMusic               | [ 9 ]                  |
| Q                      | [ 10 ]                 |
| Robert Christgau       | B+                     |
| Spin                   | 9/10                   |
| Virgin Encyclopedia    | [ 13 ]                 |

A reação da crítica à Low foi dividida entre os críticos de música após seu lançamento. Em sua resenha para o The Village Voice, Robert Christgau disse que os sete "fragmentos" do primeiro lado são "quase tão poderosos quanto as longas faixas de Station to Station (ele viria a rever essa crítica em sua revisão do álbum subsequente de Bowie, "Heroes" ) O crítico da revista Rolling Stone, John Millward observou que "Bowie não tem o humor autoconfiante para retirar suas aspirações de vanguarda" e achou o segundo lado do álbum mais fraco do que o primeiro, de partida: "Lado um, onde Bowie trabalha dentro de mais armadilhas convencionais do rock, é superior a segundo lado dos experimentos simplesmente porque a banda simplesmente forçava a disciplina enquanto Bowie cantava e interpretava."
Por outro lado, a Billboard chamou o segundo lado do álbum de "o mais aventureiro e com um contraste gritante com alguns cortes de hard rock distorcido do primeiro lado" e escreveu que Low "enfatiza os sérios esforços de escrita de Bowie que só o tempo poderá dizer se vai apelar para as pessoas que o observavam passar por várias fases musicais".
John Rockwell do New York Times escreveu que o som é "um hibrido estranho de Roxy Music, os próprios discos solo de Brian Eno, Talking Heads e gamelão indonésio, no entanto, ainda é reconhecidamente um álbum de David Bowie", e concluiu que "uma vez que os fãs do Sr. Bowie superarem o choque inicial na sua mais recente mudança de direção, eles podem perceber que ele fez um dos melhores discos de sua carreira"

## Reconhecimento
Low aparece frequentemente em listas de "melhores álbuns". O site Pitchfork Media o colocou na primeira posição na lista dos "100 Melhores Álbuns da década de 1970", Em 2000, a revista Q o colocou na 14ª posição em sua lista dos "100 Maiores Álbuns Britânicos", Em 2003, o álbum foi classificado na  posição nº 249 na lista dos "500 melhores álbuns de todos os tempos" da revista Rolling Stone.

## Lista de faixas
Todas as letras escritas por David Bowie, todas as músicas compostas por Bowie, exceto onde indicado.
| Lado A         |                                   |                                    |         |  |
| N.º            | Título                            | Música                             | Duração |  |
| 1.             | "Speed of Life"                   |                                    | 2:46    |  |
| 2.             | "Breaking Glass"                  | Bowie, Dennis Davis, George Murray | 1:51    |  |
| 3.             | "What in the World"               |                                    | 2:23    |  |
| 4.             | "Sound and Vision"                |                                    | 3:03    |  |
| 5.             | "Always Crashing in the Same Car" |                                    | 3:29    |  |
| 6.             | "Be My Wife"                      |                                    | 2:55    |  |
| 7.             | "A New Career in a New Town"      |                                    | 2:51    |  |
| Duração total: | Duração total:                    | Duração total:                     | 19:18   |  |

| Lado B         |                 |                |         |  |
| N.º            | Título          | Música         | Duração |  |
| 1.             | "Warszawa"      |                | 6:20    |  |
| 2.             | "Art Decade"    |                | 3:43    |  |
| 3.             | "Weeping Wall"  |                | 3:26    |  |
| 4.             | "Subterraneans" |                | 5:39    |  |
| Duração total: | Duração total:  | Duração total: | 19:08   |  |

## Créditos
Equipe
- David Bowie - vocais, saxofone (nas faixas 4 e 11), guitarra (faixas 6, 9 e 11), baixo, harmônica, vibrafone, xilofone, instrumento de percussão, ARP synthesiser e Chamberlin
- Brian Eno - teclados: Minimoog, ARP, EMS Synthi AKS, piano e Chamberlin
- Carlos Alomar - guitarra, guitarra rítmica
- Dennis Davis - percussão
- George Murray - baixo
- Ricky Gardiner - guitarra rítmica
- Roy Young - piano (somente nas faixas 1, 3, 7, 14), órgão farfisa

Músicos adicionais
- Iggy Pop - backing vocals (apenas na faixa 3)
- Mary Hopkin - backing vocals
- Eduard Meyer - violoncelo